# Нахські народи

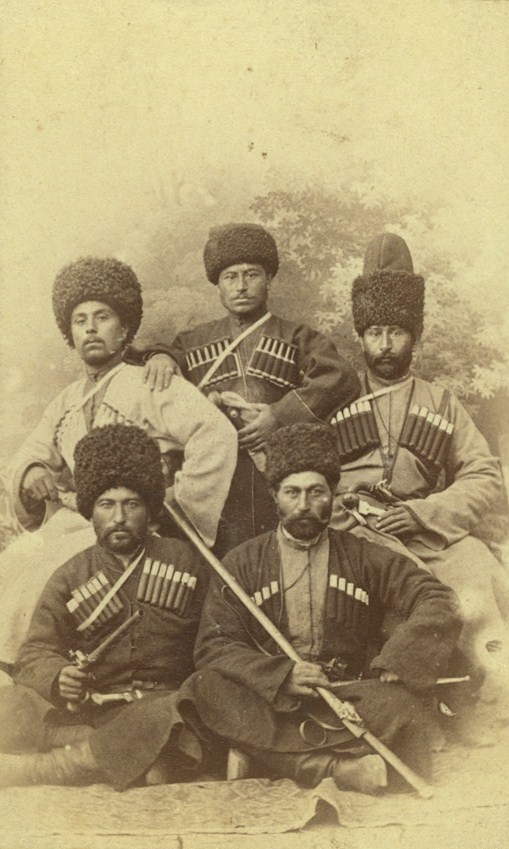
Чеченці, 1886 р.

Нахські народи — етномовна спільність, яка в сучасному кавказознавстві об'єднує чеченців (нохчій) та інгушів (галгай) у Росії, а також бацбійців (бацбі) та кістинців (кісти) у Грузії. Етнонім, введений у науковий обіг лінгвістами для позначення носіїв нахських мов; міг бути придуманий вченими, однак існує думка, що він зародився в народному середовищі з давніх-давен. Також поширюється і історичними носіями нахських мов — всі локальні етно-територіальні групи (тукхуми/шахари, тайпи /роди, гари, нек'є, ца/роди та ін.), що сформували вище перелічені етноси, і деякі окремі етногрупи — ауховців (Ӏовхой), акінців (аьккхий), малхістинців (маьлхий), орстхойців (орстхой) та інших, також стали компонентами в етногенезі сучасних чеченців та інгушів. Існує також більш вузький термін вайнахські народи, що стосується чеченців та інгушів, але не бацбійців.

## Назва
Термінологія кавказознавства в Російській імперії та перші десятиліття Радянської влади мала деякі відмінності від сучасної. Дослідники об'єднували всю етномовну спільність бацбійців, інгушів і чеченців та інших нахів під найменуванням чеченці (нахче) або, рідше, кісти. У сучасній науці для цієї спільності використовують термін нахські народи та/або народності, етногрупи. Починаючи з останніх десятиліть ХХ століття найменування нахські народи іноді використовується синонімічно з вайнахами/вейнахами. Обидва терміни, введені в науковий обіг лінгвістами і, ймовірно, були придумані вченими. Однак, існує думка, що вони зародилися в народному середовищі і здавна використовувалися нахами. Починаючи з 1970-х років, у лінгвістичному розумінні вірніше об'єднувати під терміном нахські народи всіх носіїв нахських мов, а під вайнахами — лише носіїв вайнахських мов (чеченців, інгушів та інших), за винятком носіїв бацбійської мови (бацбійців).

## Загальні відомості

### Етно-соціальна ієрархія
Як і багато народів на певному етапі свого розвитку, нахи використовували складну систему назв для форм родинних, територіальних, соціальних і військових об'єднань, що існували в їхньому середовищі. Нахська структура таких об'єднань складалася з груп різної чисельності та статусу, включаючи доьзал («моногамна сім'я») → ца («люди одного дому») → нек'ї («люди однієї дороги») → гари («люди однієї гілки») → вар (рід) → тайп. У середині XX століття ряд дослідників розробили певну класифікацію, згідно з якою більша частина тайпів утворювала своєрідні спільноти — тукхуми (у чеченців спочатку їх було виділено 8, потім 9) і шахари (у інгушів 6-7). Класифікація була складною та заплутаною, частина тайпів могла входити і в чеченські тукхуми, і в інгушські шахи (наприклад, орстхойські тайпи), а частина могла не входити до жодного союзу (наприклад, тайп нашхойців). Згідно з приблизними підрахунками, в середині XIX століття налічувалося близько 135 тайпів чеченців, 1/4 з яких дослідники не змогли віднести до якогось тукхуму та близько 50 тайпів інгушів.
Сьогодні вважається, що тукхум та шахар — це дефініції для позначення регіону чи племені. На початку 1930-х років, коли радянська етнографічна наука робила перші кроки з вивчення форм соціальної організації народів Кавказу, для позначення регіонів Чечні, в науковий обіг був введений термін тукхум як синонім «племені», трохи пізніше додали термін шахар. Можливо, під цими термінами треба розуміти не родинні групи, а територіальні підрозділи племен. Російський і радянський вчений і правознавець Б. Далгат пропонував виключити з обігу дефініцію тукхум як синонім племені або роду, а ще краще взагалі усунути. У зв'язку з неоднозначним розумінням старовинної нахской системи назв різних форм нахських об'єднань, ще з ХІХ століття у російському кавказознавстві стосовно таких об'єднань використовувався термін вільна спільнота чи просто спільнота (термін застосовується як нахських народів). Походження та формування всіх нахських народів і народностей невіддільне від історії їх самобутніх об'єднань — спільнот.

### Релігійні об'єднання
Найважливішим фактором, що формував історію північнокавказького регіону, було зміцнення тут ісламу, серед нахського населення представленого, в основному, сунізмом суфійського штибу. На релігійному ґрунті значного впливу отримали релігійні об'єднання — вірди. Ці духовні братства виникли на основі тарикатів (суфійські ордени), найбільш поширені серед нахів — кадирія та накшбандія. Наприклад, Глава ЧР Р. Кадиров культивує в Чечні кадирійську течію хаджі-мюридизму і відносить себе до вірду послідовників шейха Кунта-хаджі Кишиєва, а депутат Державної Думи РФ А. Делімханов є послідовником цього ж тарікату і течії, але вже належить до іншого вірду — послідовників шейха Бамат-Гірей-хаджі Мітаєва. Загалом у Чечні налічується 7 вірдів кадирійського та 22 накшбандійського тарікатів. Також серед сучасної чеченської молоді чимало взагалі не сприймають суфізм.

### Етнічна класифікація
У імперський період дослідники імператорської Росії відносили нахів (у термінології тих років для всіх нахомовних етногруп використовувалася назва чеченці) до так званої кавказької народності східногірської групи.

### Розселення та чисельність
Згідно з ЕСБЕ, до Кавказької війни (1817—1864) нахські народності та етногрупи проживали на території між річками Сунжа, Аксай та Кавказькими горами. Після війни, і надалі, на рубежі XIX і XX століть, вони проживали «перемішано з росіянами і кумиками в Терській області, на схід від осетин, між Тереком і південним кордоном області, від Дар'яла до початку річки Акташа».

## Етнічна історія
Військовий фактор сильно позначився на історії нахів — Північний Кавказ завжди залишався вузлом складних проблем для Росії, що захопила його, а нахські народи відрізнялися особливою завзятістю в боротьбі за незалежність. Область розселення нахських народів у середньовіччі — західна частина гірської системи Східного Кавказу.

### Грузинський вплив
З давніх-давен нахські і грузинські (тушини, хевсури) горяни запозичували один у одного предмети матеріальної культури (напр., гірське орне знаряддя), навички в будівництві (напр., технології зведення житлових і бойових веж, планування житла), прийоми у веденні сільського господарства (напр., створення штучних земельних ділянок-терас та особливості скотарства). Грузини запозичили у північнокавказців деякі елементи одягу, багато спільного виявляється у нахів та грузинів у музиці, танцях і особливо в пісенній творчості. Із взаємовпливом культур пов'язана спільність низки соціальних інститутів, схожі свята (напр., торжество пов'язане з сіножаттю), постійний обмін етнічними елементами (напр., зберігся переказ про походження нахської спільноти малхістинців від грузинської спільноти хевсур). Засвідчені нахсько-грузинські мовні паралелі, що підтверджують взаємозбагачення мов, збереглися епіграфічні пам'ятники — ряд написів грузинською мовою на плитах храму Тхаба-Ерди (сучасна Гірська Інгушетія), на стінах нахських склепів та інших будівель. У X—XIII століттях із Грузинського царства в землі горців поширювалося християнство, будувалися християнські храми з використанням місцевої будівельної техніки. У цей період зведений, ймовірно, грузинами храм Тхаба-Ерди, служив місцем зустрічі сусідніх народів для вирішення спірних справ за звичаєвим правом.
З XII—XIII століть кордони грузинської феодальної монархії почали значно розширюватися, вона стала однією з найбільших і найвпливовіших держав Закавказзя. Також встановлювалися тісні відносини Грузинського царства з Північним Кавказом, особливо з найближчими сусідами — нахами, осетинами та народами Західного Дагестану. У прикордонних з Грузією гірських північнокавказьких районах помітний вплив надавала національна грузинська культура (на відміну від попередніх епох з початку XIII ст. переважний вплив на нахську мову надавала грузинська, у свою чергу, в картвельські мови проникали слова з гірських мов Північного Кавказу), підтримувалися торгові та економічні зв'язки (набула широкого поширення грузинська мідна монета, проте, в основному, торгівля між північнокавказькими горцями та їх найближчими сусідами була міновою). Царі Грузії, зайняті нескінченними зовнішніми та внутрішніми війнами, зверталися по військову допомогу до горян Північного Кавказу, поряд з осетинами, горцями Дагестану, представники нахських племен також служили у військах Баграта IV, Давида Будівельника, Георгія III, Тамари та інших. У 30-х роках XIII століття, в період неодноразових вторгнень до Грузії Джалал-ад-Діна, вони також надавали посильну допомогу Грузії. З XV століття, після розпаду Грузинського царства, сусідити з деякими прикордонними нахськими спільнотами стало Кахетинське царство, що продовжує здійснювати певний вплив на горців.
На сьогодні відомо, що ряд нахських товариств перебували у васальній залежності від грузинської феодальної монархії. Для прикордонних з Грузією нахських товариств відносини з грузинською феодальною монархією були різні — іноді залежні, напівзалежні або взагалі незалежні, точно не встановлено, однак, ймовірно, що внутрішнє управління нахських товариствах здійснювали органи сільської громади.

### XVI—XVII століття
Відомості про нахів у XVI—XVII століттях уривчасто дають грузинські джерела та джерела дагестанського походження. Більше свідчень відоме з документів Московського царства — донесень воєвод Терського міста в Посольський прикаказ Москви і Прикаказну палату Астрахані. У російських джерелах згадуються з різних приводів і під різними назвами ті чи інші так звані горські люди і горські землі. Іноді зустрічаються цілі списки їх, даючи варіанти назв, досить стійкі в документах різних років, таким чином намічаючи коло кавказьких племінних об'єднань, які перебували у сфері впливу адміністрації Терського міста і перебували у більш менш постійних з ними відносинах. Саме нахські племена та території серед списків гірських людей і земляць вперше згадуються у 1580-ті роки.
| Список засвідчених у російськомовних джерелах нахських етногруп, а також відповідні їм об'єднання у пізніших джерелах: |                                                                                                 |                                                                  |                                                   |                                                                      |
| Джерела XVI—XVII ст. (Термінологія в Московському царстві: «гірські люди» та «гірські земляці»)                        | Джерела XVI—XVII ст. (Термінологія в Московському царстві: «гірські люди» та «гірські земляці») | Джерела ХІХ ст. (термінологія в Російській імперії: «спільноти») | Джерела XX ст. (термінологія в СРСР: «етногрупи») | Традиційна класифікація (тукхуми / шахи, тайпи, гари, нек'ї та ін. ) |
| Акози Акочани Ококи Окохи Окухи Окочани Окоченя Окучани служиві окочани                                                | Ахоцька земля Окоцька земля/землиця Старі ОкохиОкоцька слобода                                  | Акій                                                             | акінці-аухівці                                    | чеченський тукхум                                                    |
| Єроханські люди | Єроханські шинки                                                                                | Джерах                                                           |                                                   | інгушський шахар                                                     |
| - | Індельська земля Інділі                                                                         |                                                                  |                                                   |                                                                      |
| КалканціКалканські людиКалкиКолканці                                                                                   | Калканські кабаки Калкаські кабаки Колканська земля                                             | Галга Галгай                                                     |                                                   | інгушський шахар                                                     |
| кісти кістичани | -                                                                                               | кістіни                                                          |                                                   |                                                                      |
| Мерезі Мерезинські люди Мирези                                                                                         | Мерезинська земля                                                                               | Мережой                                                          | мержійці                                          | орстхойський тайп                                                    |
| Мінкізи Мічкізи Мічкізяни                                                                                              | Мічкіська земля Мічкіські шинки                                                                 | Мічічіч                                                          | -                                                 | -                                                                    |
| Мулки Мулкінські люди                                                                                                  | Мулкінська земля                                                                                | Мулкой                                                           | мулкойці                                          | чеченський тайп, що не входить у тукхуми                             |
| - | Отчанська земля                                                                                 | Чантинський рід                                                  | чантійці                                          | чеченський тукхум                                                    |
| Тшанські люди | -                                                                                               | Шато                                                             | шатойці                                           | чеченський тукхум                                                    |
| Шибути Шибутяни Шубути                                                                                                 | Шибутська земля/землиця Шибутцькі кабаки                                                        | Шубут                                                            | -                                                 | чеченський тайп, іноді зіставляється з шатойцями                     |

## Преса. Посилання
- Билалов М. Кунта-хаджи — миссия Кадырова? : ст. // «Кавказ.Реалии» : электрон. новостной ресурс / проект «Радио „Свободная Европа“» / «Радио „Свобода“» (RFE / RL, Inc). — 03.01.2017.